# Kültepe
Kültepe fue una antigua ciudad en Anatolia central, Turquía, antes llamada Kaneš, Kanesh o Kârum de Kaneš en  los textos asirios del siglo XX a. C., que significaba «la colonia mercantil de Kanes» (escrito como Karum Kaniş en turco moderno), y Neša en hitita, en ocasiones Aniša. La ciudad moderna más cercana a Kültepe es Kayseri, a 20 kilómetros en dirección suroeste. Consiste en un tell, la actual Kültepe real, y una ciudad baja, donde se encontró un asentamiento asirio. 

## Historia
Kaneš, estuvo habitado de continuo desde el Calcolítico hasta la época romana. Floreció como una importante ciudad hatiana, hitita y hurrita.
El nombre Kârum Kanesh se refiere a una porción de la ciudad, que fue reservada para los comerciantes asirios, quienes podían no pagar impuestos por su comercio, mientras la mercancía permaneciera dentro del puerto (kârum, en acadio, la lingua franca de la época; el término kârum fue extendido a cualquier centro comercial aunque no fuera un puerto).  En los textos se distingue entre dos tipos de establecimientos: kârum (literalmente «muelle», en sentido lato «barrio de los mercaderes») y wabartum (puesto comercial). Se han identificado treinta en los textos, y otros en los yacimientos arqueológicos: Acemhöyük, probablemente la antigua Purušḫanda/Purušḫattum, y en Boğazkoi, la antigua Hattusa, donde la correspondencia de un mercader asirio ha sido hallada en la ciudad baja, y también en Alişar Hüyük ¿(Ankuwa)?
Una vieja tradición incluye a un rey de Kaneš llamado Zipani entre los diecisiete dinastas locales de la ciudad que se levantaron contra Naram-Sin de Acad (que gobernó de c. 2254-2218 a. C.) La historicidad de este acontecimiento está por demostrar, pero gracias a los numerosos sellos encontrados en el palacio de Kaneš se conocen sus relaciones con Siria y la Mesopotamia. Es el lugar donde se han descubierto los primeros textos en idioma hitita y la atestiguación más temprana de cualquier lengua indoeuropea, fechada en el siglo XX a. C.
Kaneš destacó, precisamente, por este kârum, ya que la ciudad fue un centro comercial de los asirios en Anatolia desde el siglo XXI al siglo XVIII a. C., y también el centro político de los principados que se disputaban la hegemonía en la zona —excepto durante un breve período en que este pasó a Mama [cita requerida]— alcanzando especial prominencia durante el gobierno de Anitta, que la conquistó e hizo de ella su capital. Aunque con posterioridad Hattušili trasladó la capital a Hattusa (ciudad destruida por el propio Anitta, que lanzó sobre ella un anatema), Kaneš (Neša para los hititas) fue siempre una ciudad importante, hasta el punto de que llamaban nesita a la lengua de su corte.

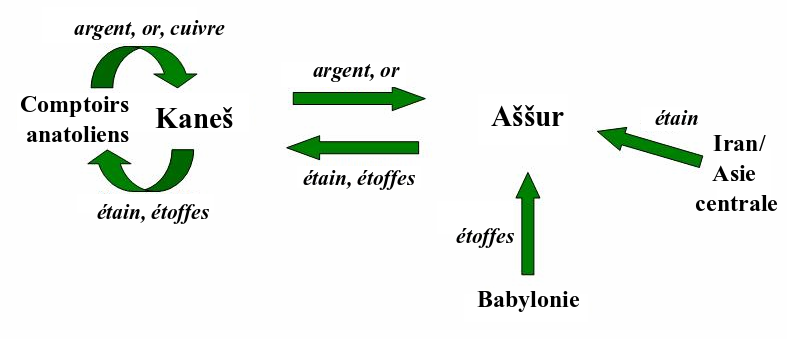
Esquema que representa los circuitos comerciales entre Assur y Kaneš.

El gran desarrollo político y económico asirio, se basaba en asegurarse el control de algunas importantes fuentes de materia prima necesarias, sobre todo las minas de Anatolia, de donde obtenían estaño y plata, que también obtenían en la meseta iraní o en Asia central. No está claro cómo las adquirían. Conseguían sustanciales beneficios, pues una misma cantidad de estaño valía el doble que la plata en Anatolia que en Assur, permitiendo duplicar la inversión. Este estaño se usaba para fundir el bronce con el cobre extraído en Anatolia. Los asirios también importaban telas, que eran tejidas en Assur por las esposas de los comerciantes y sus hijas, o se producían en Mesopotamia meridional (existen evidencias de comerciantes asirios en textos contemporáneos de Sippar) y se transportaban por vía terrestre a través de Assur, con largas caravanas de asnos, que después se vendían en las ciudades de destino de la expedición: se sabe por los textos  que mientras que los costes de organización eran relativamente reducidos, los impuestos y los gastos de transporte eran más bien elevados y, aparentemente, se compensaban con la venta de los animales de carga al término de cada viaje. El aspecto más característico de la organización comercial revelada por los descubrimientos de Kaneš, reside en el hecho de que los mercaderes para controlar directamente su comercio, se instalaban durante un tiempo en el punto de origen. Anteriormente las ciudades-estado organizaban y financiaban caravanas a las que protegían en las distintas etapas de las rutas comerciales, y estipulaban tratados de cooperación con otros estados o ciudades-estado. La diferencia en la organización implicaba también un diferente estatus de los comerciantes, puesto que los mercaderes residentes organizaban su propio tráfico, y una vez pagados los impuestos gozaban de los consiguientes beneficios, mientras sus homólogos de épocas anteriores estaban ligados a las estructuras religiosas o palatinas.
Los textos de las tablillas halladas en Kaneš, revelan que los emporios comerciales asirios eran numerosos en Capadocia: entre ellos, Kaneš era el mayor y a él se dirigían otros centros cuando les surgían problemas de carácter comercial o jurídico. Algunas familias tenían el monopolio del tráfico y, mientras los maridos permanecían en Asiria para controlar los hilos de la completa red de importación-exportación, los más jóvenes eran enviados a las colonias. Como las esposas e hijos se quedaban en Asiria, era frecuente que los colonos crearan familias indígenas. Esto les permitía mejorar las relaciones con la población local. Además, al terminar su estancia en la colonia, podrían rescindir el vínculo «indígena» sin excesivas dificultades, con el pago de una suma previamente acordada. Y también podían optar a llevarse consigo a los hijos nacidos de la unión.
Las relaciones e influencias  en particular con el territorio sirio, se manifiestan en la presencia de algunos tipos de cerámica y en la difusión de algunos tipos de armas de las es difícil localizar con exactitud el lugar de producción, es decir, si se habían fabricado en Anatolia y después exportado a Siria o viceversa.

### Kaneš
Uhna, rey de Zalpuwa, invadió Kaneš, después de que unos súbditos suyos se llevaran el ídolo de Šiuš de la ciudad. Pithana, el rey de Kussara, conquistó Neša «"en la noche, por la fuerza", pero "no causó mal a nadie"». Neša se rebeló contra el gobierno de Anitta, hijo de Pithana, pero Anitta sofocó la rebelión e hizo de Neša su capital. Anitta después invadió Zalpuwa, capturó a su rey Huzziya y recuperó el ídolo Šiuš de Neša.

## Arqueología

Anatolia central durante el período de los kârum con Zalpa en el mar Negro

Las ruinas del kârum forman un montículo circular de 500 m de diámetro y 20 m de altura, en torno a una ciudadela. Los asentamientos son el resultado de varios periodos estratigráficos, a través de los cuales, los nuevos edificios eran construidos sobre las ruinas de los anteriores. De este modo, se observan los asentamientos desde los tiempos prehistóricos, hasta tiempos tempranos del imperio hitita.

### Elkârum

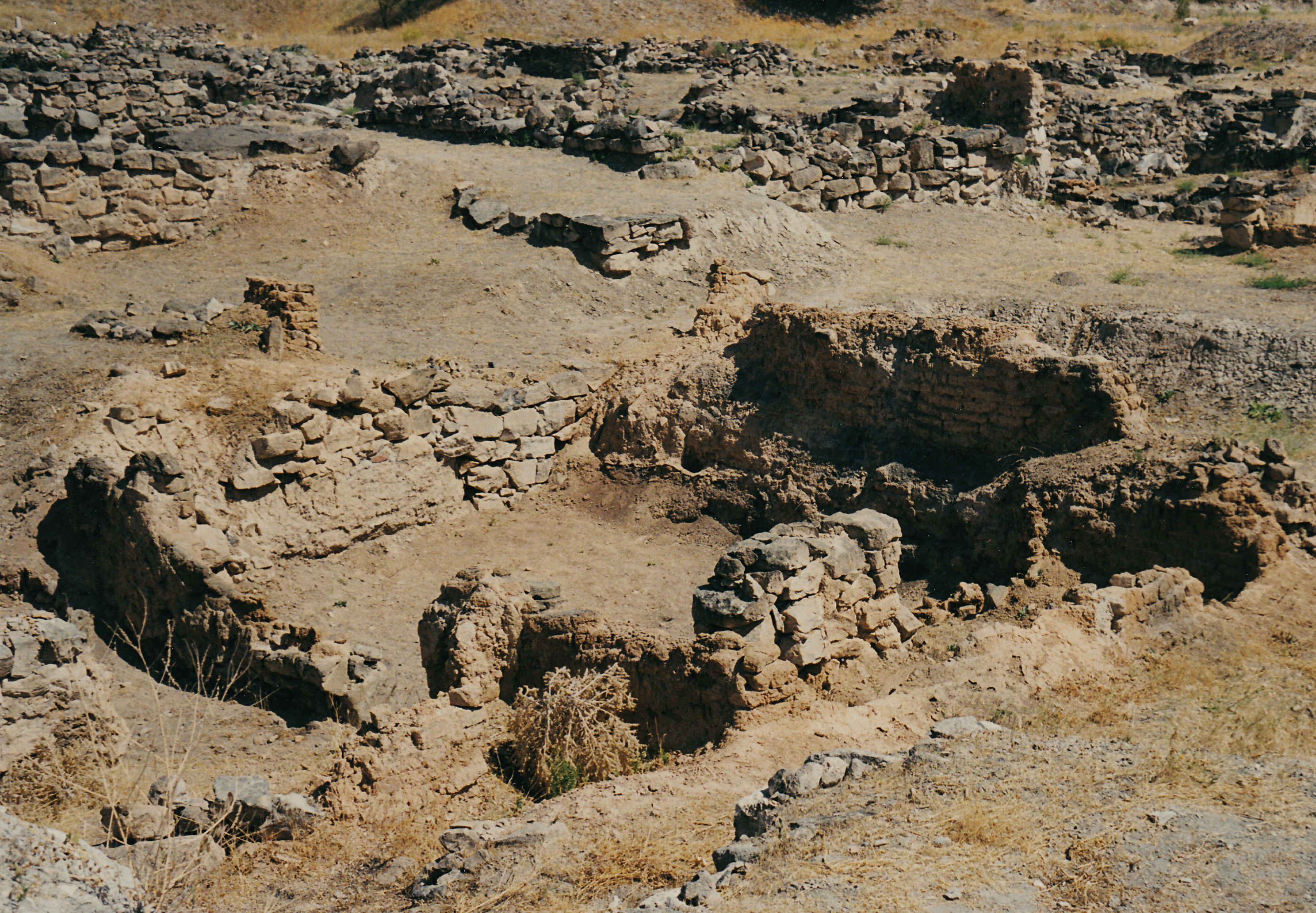
El 'kârum de la ciudad baja.

En la zona del kârum estaban las viviendas de los mercaderes asirios y las de los de otras nacionalidades, sin que en apariencia existiera ninguna discriminación ni segregación entre los distintos grupos.
Las casas bien amplias y bien construidas estaban organizadas de forma que tenían una habitación dedicada a oficina y en ella solían conservarse los documentos escritos.
Las calles a diferencia de los que ocurría en otras poblaciones urbanas del Próximo Oriente, eran bastante amplias para permitir el paso de animales de carga e incluso de pequeños carros. con frecuencia daban a grandes plazas con tiendas y talleres de artesanos, en número bastante elevado. Comercios y talleres se agrupaban asimismo en zonas especiales cubiertas, una especie de pequeños bazares semejantes a los que había en las ciudades del Próximo Oriente. Los talleres más numerosos eran los de los artesanos del metal o de los herreros y mozos de cuadra. Además, abundaban pequeños santuarios dedicados  al culto de las divinidades asirias.
La colina principal de Kültepe y el vecino campo de ruinas ocultaban los restos del antiguo centro de Kaneš, que tuvo por lo menos dos fases de ocupación durante el tercer milenio a. C., pero que alcanzó su máximo esplendor durante el segundo milenio a. C., con dos niveles principales: el II y el I b.

### La ciudadela y el palacio realWaršama Sarayi

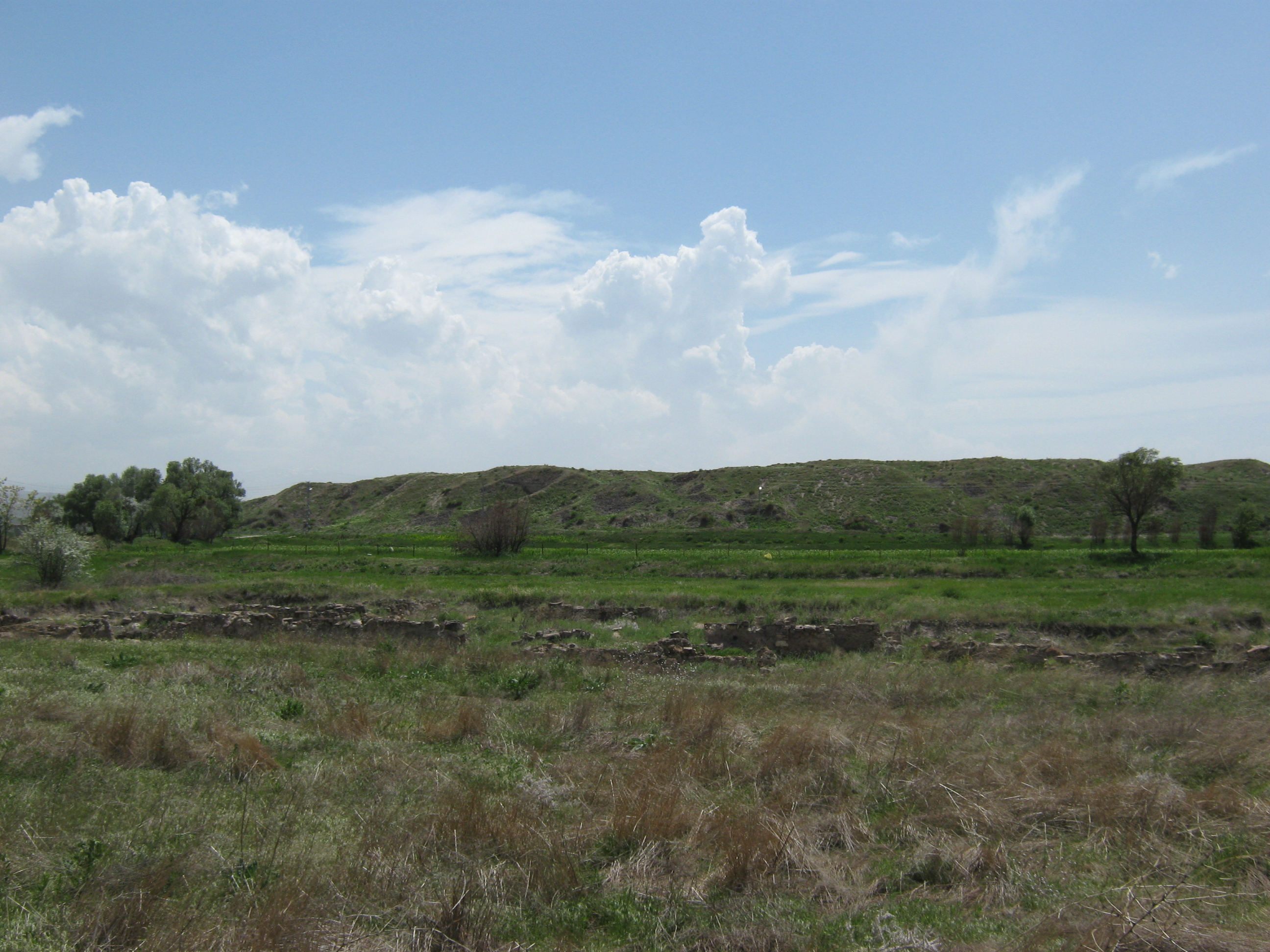
Tell de Kültepe visto desde la ciudad baja.

La cima de la colina (tell) a veinte metros de altura domina la llanura y contiene las ruinas de la ciudadela, que fue construida a mediados del tercer milenio a. C. Se produjo el hallazgo de niveles del Imperio hitita, pero las excavaciones se centraron en el prehitita, en el edificio llamado Waršama Sarayi, el nombre del rey asirio de Kaneš del segundo período asirio. Este palacio fue incendiado, pero pervivieron vigas de madera que permitieron en el año 2003 a los investigadores de la Universidad de Cornell identificar la fecha de su construcción por el método de dendrocronología: el Palacio fue construido alrededor de 1836-1825 a. C. y restaurado entre 1775 y 1764 a. C.
En la ciudadela, a cuyos pies se extendía la ciudad de los mercaderes, se encontraban cinco santuarios principales según los textos.
En el Waršama Sarayi (palacio) tenía su residencia el dinasta local. Este estaba vinculado al rey asirio y garantizaba su protección a los mercaderes de la colonia asiria. Por otra parte, los dinastas mantenían frecuentes y estrechas relaciones con la población local.

#### Datación delWaršama Sarayi

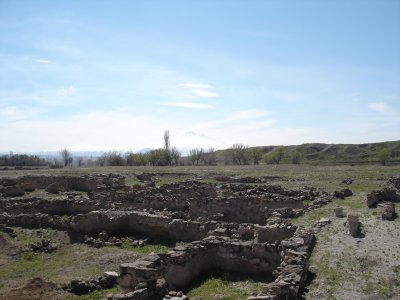
Centro comercial de Kanesh con la ciudadela de Kültepe detrás.

En el nivel II, la destrucción fue tan completa que no subsistió ningún trozo de madera que permitiese llevar a cabo estudios dendrocronológicos. En 2003, investigadores de la Universidad de Cornell fecharon restos de madera del nivel I b del resto de la ciudad baja (construida siglos antes). Los dendrocronologistas calculan que la mayoría de la madera del denominado Waršama Sarayi (Palacio Waršama) fue construido en 1832 a. C., teniendo en cuenta que había sin embargo obras posteriores al 1779 a. C.

### Nivel IV
- Contiene los primeros asentamientos, sin señales de historia escrita. En la excavación se produjo el hallazgo de la primera vivienda del kârum.[14] No hay constancia de escritura, por lo que los arqueólogos suponen que los habitantes de este nivel y del III eran iletrados.

### Nivel III
- Es también prehistórico, posterior al anterior.

### Nivel II

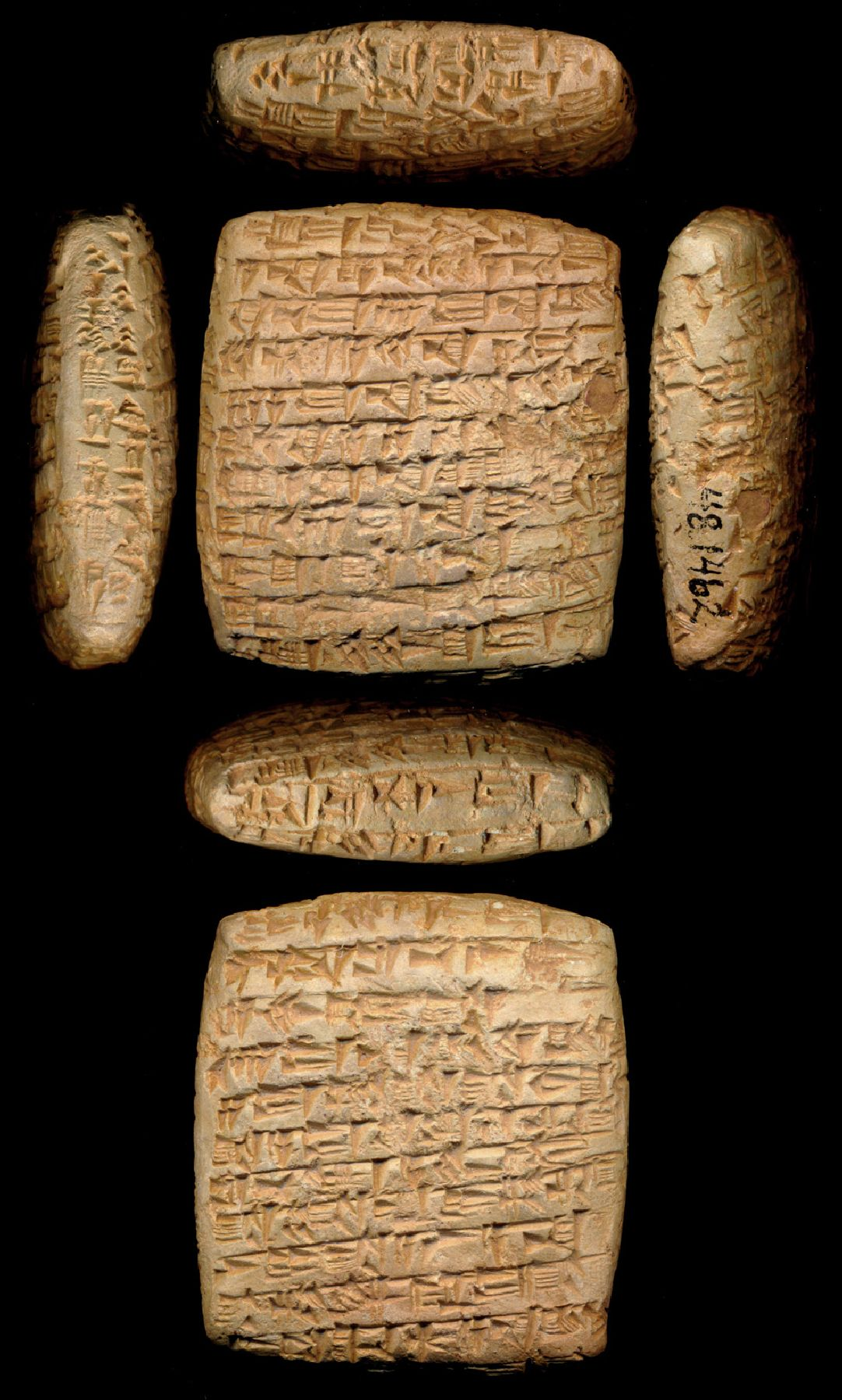
Tabillas enviadas por Itur-Ili de Asiria a Ennam-Ashur en Kültepe. Hacia 1850 o 1700 a. C.

- 1920 a. C. a 1840 a C.: muestra los asentamientos de los comerciantes asirios. Al final de la etapa de este nivel, y probablemente debido a la conquista de la vecina ciudad de Assur, el kârum fue consumido por el fuego hacia el año 1800 a. C., tal vez como consecuencia del ataque  de pueblos hititas, que sin embargo, sigue sin poder ser demostrado.[15] Los habitantes huyeron dejando sus pertenencias, que pudieron ser analizadas por los arqueólogos siglos más tarde. Entre ellas, hay tablillas de arcilla, muchas de las cuales estaban dentro de contenedores de arcilla sellados. Estas tablillas registran transacciones comerciales y acuerdos legales, entre los comerciantes del kârum y la ciudad-estado de Assur. Estos textos de Kültepe son los documentos más antiguos hallados en Anatolia. Algunos de los nombres y términos usados, en lengua hitita, son el registro más antiguo de cualquier lengua indoeuropea.[16] Aunque gran parte de los textos corresponden más a Anatolia y no a Asiria, el empleo de la escritura cuneiforme, así como el dialecto empleado, son los mejores indicios de la presencia asiria.[15]

### Nivel I

#### Nivel I b

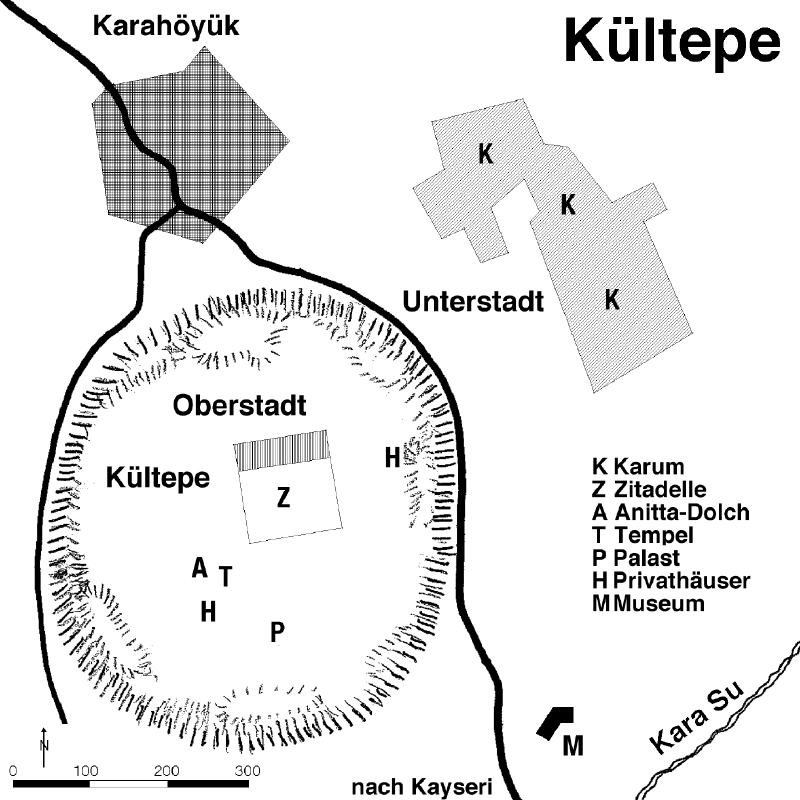
Mapa del yacimiento arqueológico.

- 1798 a C. a 1740 a C.: corresponde a la ciudad reconstruida después de un periodo de abandono, tras un breve intervalo de ocupación la ciudad y el kârum fueron reconstruidos.[15] Tras la reconstrucción, se convirtió nuevamente en un próspero centro de comercio, ahora bajo el control de Ishme-Dagan, quien regía Assur. La colonia fue nuevamente destruida por el fuego, probablemente ocasionado por la caída de Assur ante Hammurabi, rey de Babilonia. En este periodo los documentos escritos son más escasos. Esto indujo a pensar que se produjera una contracción en la economía a nivel general, con la consecuente reducción del flujo comercial y, por tanto de las colonias asirias.[15]

En realidad, si bien la documentación escrita es más reducida, la extensión del kârum I b es mayor que la del II: las viviendas son más densas y a veces ocupan incluso las zonas utilizadas como plazas en el nivel precedente.
También el nivel I b fue violentamente destruido hacia 1740 a. C., y después de este episodio traumático inició una lenta y progresiva decadencia con consecuencias dramáticas para toda la región. Mientras por una parte los centros anatolios vinculados a las colonias asirias perdían importancia, también Siria y Mesopotamia entraban en crisis. Tal crisis culminó con la destrucción de la ciudad siria de Mari, en el Éufrates medio, por obra de Hammurab de Babilonia, hacia 1760 a. C.

#### Nivel I a
- Corresponde a la ciudad habitada nuevamente, esta vez sin la colonia comercial asiria.

## Excavaciones

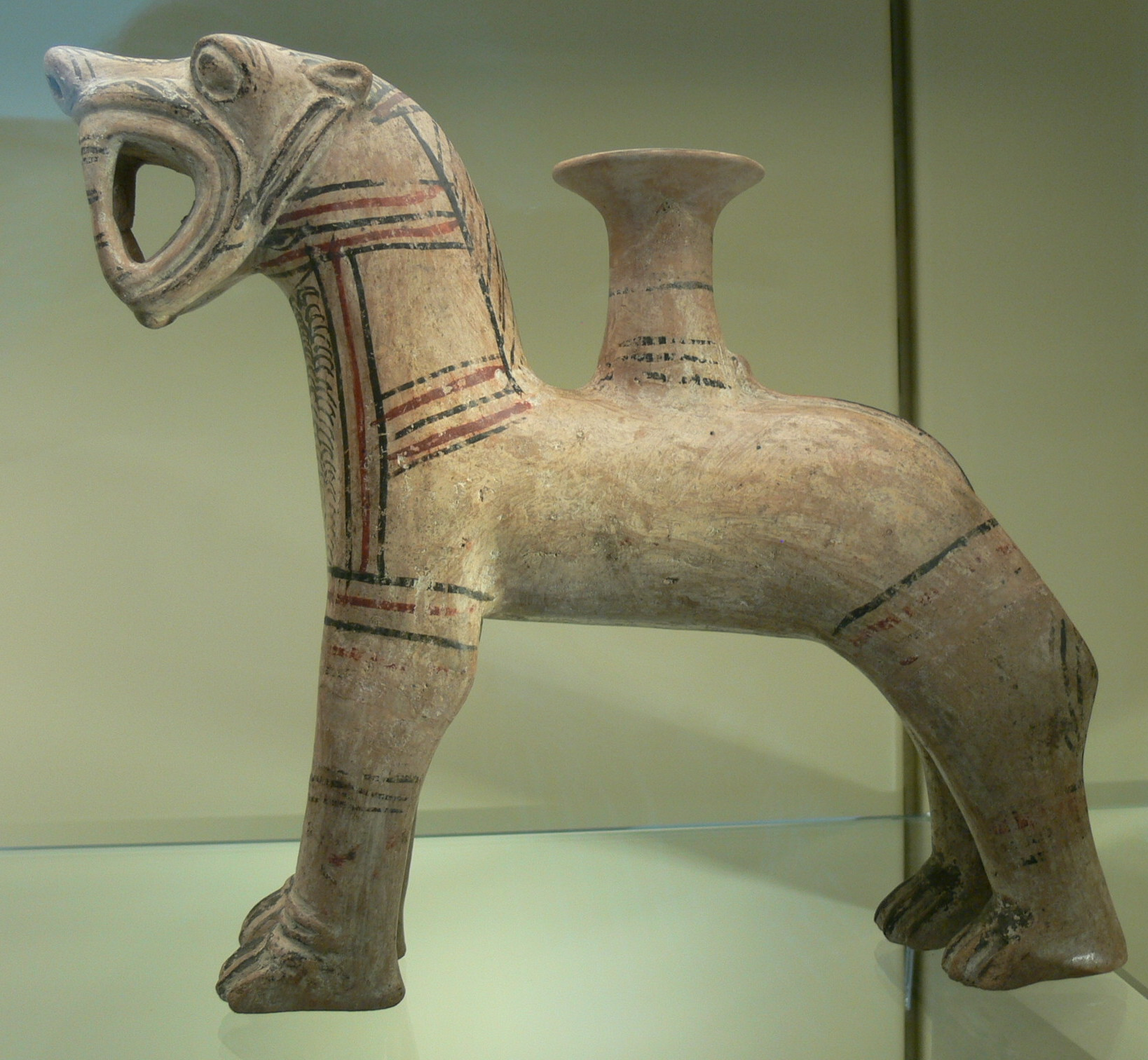
Ritón zoomorfo de Kaneš Museo del Antiguo Oriente Próximo de Berlín.

En 1925, una misión arqueológica checoslovaca dirigida por el lingüista Bedřich Hrozný empezó por cavar unas zanjas en la cima del tell de Kültepe, donde se presumía que se hallarían los edificios públicos más importantes, pero no consiguió identificar el lugar donde tiempo atrás se habían hallado los documentos  sobre la colonia de los mercaderes asirios y que, todavía entonces, seguían siendo desenterrados por los habitantes de la vecina Kayseri. La tenacidad de Hrozný, además del conocimiento del idioma turco finalmente le permitió vencer la resistencia de los excavadores clandestinos que le mostraron el punto del que procedían las tablillas. De esta manera pudo descubrir más de 1000 tablillas de escritura cuneiforme, algunas de las cuales terminaron en Praga y Estambul.
Las modernas excavaciones de Kültepe comenzaron en 1948 y fueron realizadas por una misión arqueológica turca dirigida por el profesor Thsasin Özgüç (m. 2005) y su esposa Nimet, por un equipo compuesto por la Sociedad Histórica Turca y el Directorio General de Antigüedades y Museos.